# Mae Whitman
Mae Margaret Whitman (Los Angeles, 9 juni 1988) is een Amerikaans actrice en voormalig kindster.
Whitman werd geboren als dochter van stemactrice Pat Musick en manager Greg Whitman. Al van kinds af aan was ze in televisiereclames te zien en in 1994 maakte ze haar filmdebuut, met de rol van Meg Ryans dochter in When a Man Loves a Woman. Hierna speelde ze de dochter van de president in Independence Day (1996), van George Clooney in One Fine Day (1996) en speelde ze naast Sandra Bullock in Hope Floats (1998).
Hierna speelde ze voornamelijk in televisieprojecten en werd ze stemactrice. Ze vertolkte gastrollen in onder andere Friends, Judging Amy, The Wild Thornberrys, Cold Case, CSI: Crime Scene Investigation, Phil of the Future, Desperate Housewives, Grey's Anatomy, Ghost Whisperer, ER, Law & Order: Special Victims Unit en Family Guy.
In 2010 kreeg ze een vaste rol in de televisieserie Parenthood.
Sinds 2018 is ze een van de drie hoofdrolspelers in de serie Good Girls.

## Filmografie
- Biblioteca Nacional de España: XX1310074
- Bibliothèque nationale de France: cb142389452 (data)
- Gemeinsame Normdatei: 1146969325
- International Standard Name Identifier: 0000 0001 1471 8476
- Library of Congress Control Number: no99026349
- MusicBrainz: e272a871-8b58-4d71-b0f2-8806e2e8e202
- Nationale Bibliotheek van Israël: 987007442965605171
- Nationale Bibliotheek van Polen: a0000001698398
- Nederlandse Thesaurus van Auteursnamen: 353545120
- SNAC: w6ht3k38
- Système universitaire de documentation: 147463807
- Virtual International Authority File: 46394486
- WorldCat: E39PBJcr9W766TJH6qXbvPDQbd